# Tell Me I'm Pretty
| Đánh giá chuyên môn  | Đánh giá chuyên môn |
| Điểm trung bình      | Điểm trung bình     |
| Nguồn                | Đánh giá            |
| -------------------- | ------------------- |
| Metacritic           | 73/100              |
| Nguồn đánh giá       |                     |
| Nguồn                | Đánh giá            |
| Exclaim!             | 8/10                |
| The Guardian         | [ 3 ]               |
| AllMusic             | [ 8 ]               |
| Consequence of Sound | B-                  |
| The Observer         | [ 10 ]              |
| The A.V. Club        | B                   |
| Rolling Stone        | [ 12 ]              |
| Drowned in Sound     | 8/10                |

Tell Me I'm Pretty là album phòng thu thứ tư của ban nhạc rock người Mỹ Cage the Elephant, phát hành ngày 18 tháng 12 năm 2015 và được công bố trực tuyến vào 5 tháng 10 năm 2015. Album được thu âm vào mùa Xuân năm 2015 tại Easy Eye Sound, thành phố Nashville, bang Tennessee.
29 tháng 10 năm 2015, ban nhạc phát hành đĩa đơn đầu tiên từ album, "Mess Around", kèm theo đó là một video âm nhạc sử dụng cảnh phim A Trip to the Moon (1902) và một số bộ phim khác của Georges Méliès. Hai bài hát khác, "Trouble" và "Too Late to Say Goodbye" cũng được cho phép tải xuống trước khi album được phát hành.